# Hernus Kriel
Hermanus Jacobus Kriel (né le 14 novembre 1941 à Kakamas et mort le 5 juillet 2015 à Panorama, un faubourg de la ville du Cap) est un avocat et un homme politique d'Afrique du Sud, Premier ministre de la province du Cap-Occidental du 7 mai 1994 au 11 mai 1998.
Membre du Parti National, député de Parow (1984-1994), il fut aussi ministre du Plan et des affaires provinciales de 1989 à 1991 puis ministre de la loi et de l'ordre de 1991 à 1994 dans le gouvernement de Klerk. 

## Biographie
Hernus Kriel fait ses études à Wellington, obtient un baccalauréat en 1964 et un LL.B. à l'Université de Stellenbosch. Juriste, procureur, avocat, il est élu en 1974 au Conseil divisionnaire du Cap en tant que représentant pour Parow puis est élu en 1977 au Conseil provincial du Cap.
Lors d'une élection législative partielle en 1984, il est élu député de Parow sous les couleurs du parti national, remportant alors une circonscription détenue jusque-là par l'opposition libérale.
En novembre 1989, le président Frederik de Klerk le nomme ministre du Plan et des affaires provinciales, chargé du logement puis aussi des gouvernements locaux. Il est également nommé ministre de la loi et de l'ordre en août 1991.
Le 7 mai 1994, Hernus Kriel devient le tout premier chef de gouvernement du Cap-Occidental, après la victoire du Parti National dans la province lors des premières élections multiraciales du pays. En 1998, il laisse le poste à son ministre de l'urbanisme Gerald Morkell.
Il rejoint le parti démocratique en juin 2000 et apparait quelques années plus tard sur la liste des candidats pour le petit Parti chrétien démocrate africain.